# احمد بدیلی
احمد بدیلی (قرن ۶ هجری قمری / ۱۲ میلادی) از مشایخ صوفیه در سبزوار بود که در علوم ظاهر و باطن تبحر داشت. در جنگی که بین سلطانشاه بن ایل ارسلان و علاءالدین تکش خوارزمشاه در ۵۸۲ هجری قمری روی داد، سلطانشاه سبزوار را محاصره کرد و چون محاصره طولانی شد، مردم سبزوار شیخ احمد بدیلی را نزد سلطانشاه فرستادند تا شفاعتشان را بکند. سلطانشاه قول داد که اگر دروازه‌های شهر را به روی او بگشایند اهالی شهر را امان خواهد داد. دروازه‌های شهر را گشودند و سلطانشاه به قولش عمل کرد. احمد بدیلی غزل و رباعی نیز می‌سرود ولی جز یک رباعی چیزی بر جای نمانده‌است. تخلص او، بدیلی، به یکی از اصطلاحات صوفیه یعنی ابدال اشاره دارد که تعدادشان ثابت است.